# Leucostegane grandis
Leucostegane grandis är en ärtväxtart som beskrevs av David Prain. Leucostegane grandis ingår i släktet Leucostegane och familjen ärtväxter. Inga underarter finns listade i Catalogue of Life.